# François Marie Daudin
François Marie Daudin, född 29 augusti 1776 i Paris, Frankrike, död där 30 november 1803, var en fransk zoolog.
Auktorsnamnet Daudin kan användas för François Marie Daudin i samband med ett vetenskapligt namn inom zoologin; se Wikipedia-artiklar som länkar till auktorsnamnet.